# Valzer 147
Il Valzer 147 è una composizione attribuita a Fryderyk Chopin.

## Storia
Nel 2024 un valzer, risalente al XIX secolo, è stato riscoperto dopo quasi 200 anni e attribuito a Fryderyk Chopin. Il manoscritto, di dimensioni simili a un biglietto da visita, è stato trovato nella Morgan Library & Museum di New York City dal curatore Robinson McClellan, mentre esaminava una collezione di cimeli. Questo spartito, catalogato con il numero 147, apparteneva a A. Sherrill Whinton Jr., un appassionato del compositore, e la sua collezione fu donata all'archivio nel 2019. Nonostante l'eccitazione per la scoperta, McClellan inizialmente dubitò dell'autenticità del pezzo, a causa della sua lunghezza e dello stile insolito. Per cercare di confermare l'autenticità, ha consultato l'accademico Jeffrey Kallberg e ha fatto esaminare carta e inchiostro. Lo spartito, presumibilmente datato al periodo giovanile di Chopin, è lungo 48 battute e presenta alcune caratteristiche come marcature dinamiche particolari. Sono presenti però diversi aspetti "atipici" che in effetti sono molti e fanno sorgere parecchi dubbi. Innanzi tutto le tre f (il più forte possibile) che in Chopin sono rarissime e si trovano in pochissime composizioni più ampie e complesse, di intensità espressiva maggiore come nella Ballata in Sol minore e comunque mai poste in relazione a note acute come in questo caso. Inoltre Chopin non firmava mai i suoi spartiti se non dopo una dedica, quindi si ritiene che il nome di Chopin in alto sia stato aggiunto successivamente. La scritta Valse sull'incipit non corrisponde alla metodologia di Chopin che non scriveva mai il genere sul manoscritto, ma vi apponeva l'indicazione agogica relativa. Comunque, per celebrare questa scoperta, il pianista Lang Lang ha eseguito il valzer, rendendo udibile questa composizione dimenticata. Il pianista italiano Alberto Nones è stato invece il primo ad incidere il valzer in La minore su pianoforte storico dell'epoca di Chopin.